# Engyophrys senta
Engyophrys senta és un peix teleosti de la família dels bòtids i de l'ordre dels pleuronectiformes.

## Morfologia
Pot arribar als 10 cm de llargària total.

## Distribució geogràfica
Es troba a les costes del Pacífic Occidental (des del Canadà fins al sud de Florida i des del nord del Golf de Mèxic fins al Brasil).